# Astrochelys rogerbouri
Astrochelys rogerbouri — вимерлий вид черепах з роду мадагаскарських черепах родини суходільних черепах. Описаний у 2023 році. Вид існував у голоцені на Мадагаскарі і вимер в історичний час у ранньому Середньовіччі.

## Скам'янілості
Викопні рештки черепахи виявлені у 1900 році в Амболісатрі (Мадагаскар). Повну великогомілкову кістку виявив французький зоолог Гійом Грандідьє. Зразок зберігається у Національному музеї природознавства (Париж). Спочатку цей матеріал був визначений як ювенільний зразок Aldabrachelys abrupta, ймовірно, оскільки вони мають спільний типовий тип, і лише після аналізу ДНК у 2022 році було виявлено, що він представляє новий вид.

## Назва
Видова назва дана на честь Роджера Бура (1947—2020), герпетолога та експерта з гігантських черепах у західній частині Індійського океану, який допоміг у дослідженні, що описував цей вид.

## Опис
Astrochelys rogerbouri був великим видом черепах із приблизною довжиною панцира 50 см. Це відповідає розміру її однорідного родича Astrochelys yniphora, максимальна довжина прямого панцира якої становить 51,9 см. Хоча він відомий лише з великогомілкової кістки, його мітохондріальний геном демонструє глибоку генетичну дивергенцію, що підтверджує його статус як окремого виду.

## Вимирання
Невідомо, коли A. rogerbouri вимер, хоча вважається, що він проіснував принаймні до 954 року нашої ери.